# کوزملوفسکی
کوزملوفسکی (روسی: Кузьмоловский) نام شهری در روسیه است.